# GSC1860-596
GSC1860-596 — хімічно пекулярна зоря спектрального класу A0, що має видиму зоряну величину в смузі V приблизно 10,7.